# وزارة عبد المحسن السعدون الرابعة
وزارة عبد المحسن السعدون الرابعة أو الوزارة السعدونية الرابعة هي حكومة عراقية تأسست في 19 أيلول 1929 خلفا لوزارة توفيق السويدي الأولى التي استقالت في 25 آب 1929.
استمرت الوزارة بتسيير الأمور حتى انتحار رئيس الوزراء عبد المحسن السعدون في يوم 13 تشرين الثاني 1929.

## تشكيلة الوزارة
- رئيس مجلس الوزراء: عبد المحسن السعدون، ووزير الخارجية
- وزير العدلية: ناجي شوكت[2]
- وزير الدفاع: نوري السعيد
- وزير الداخلية: ناجي السويدي[3]
- وزير المالية: ياسين الهاشمي[3][4]
- وزير الإشغال والمواصلات: محمد أمين زكي
- وزير المعارف: عبد الحسين الجلبي
- وزير الري والزراعة: عبد العزيز القصاب